# غریبه‌ها در شب (آلبوم فرانک سیناترا)
غریبه‌ها در شب (انگلیسی: Strangers in the Night) آلبومی با صدای فرانک سیناترا است که در سال ۱۹۶۶ منتشر شد.